# Robert Strichartz
Robert Stephen Strichartz (* 14. Oktober 1943 in New York City; † 19. Dezember 2021) war ein US-amerikanischer Mathematiker, der sich mit Analysis beschäftigte.

## Leben
Strichartz wurde 1966 bei Elias Stein an der Princeton University promoviert (Multipliers on generalized Sobolev spaces). 1967 war er Moore-Instructor am Massachusetts Institute of Technology. Er war Professor an der Cornell University.
Strichartz befasste sich mit Harmonischer Analysis (einschließlich Wavelets und Analysis auf Lie-Gruppen), partiellen Differentialgleichungen und Analysis auf Fraktalen. Nach ihm sind Strichartz-Abschätzungen benannt aus seiner Anwendung von Harmonischer Analysis auf lineare Wellengleichungen (später auf nichtlineare Wellengleichungen von Terence Tao und anderen übertragen). Später beschäftigte er sich mit Analysis auf Fraktalen, aufbauend auf Arbeiten von Jun Kigami über die Konstruktion eines Laplace-Operators auf Fraktalen wie dem Sierpinski-Schwamm.
1983 erhielt er den Lester Randolph Ford Award für Radon inversion - variations on a theme (American Mathematical Monthly, Band  89, 1982, S. 377–384, 420–423). Er ist Fellow der American Mathematical Society.

## Schriften
- Differential analysis on fractals: a tutorial, Princeton University Press 2006
- Analysis on Fractals, Notices AMS, November 1999, Online
- A guide to distribution theory and Fourier transforms, CRC Press 1994, World Scientific 2003
- The way of analysis, Jones and Bartlett 1995, 2000